# Daniel Isaksson
Daniel Isaksson (i riksdagen kallad Isaksson i Nygården), född 14 mars 1816 i Järns församling, Älvsborgs län, död 23 januari 1900 i Bolstads församling, Älvsborgs län, var en svensk hemmansägare och riksdagsledamot.
Isaksson var hemmansägare i Nygården i Älvsborgs län. Han var ledamot av riksdagens andra kammare 1867–1872 samt 1877–1878, invald i Sundals härads valkrets.